# Encalypta vulgaris
Encalypta vulgaris là một loài rêu trong họ Encalyptaceae. Loài này được Hedw. mô tả khoa học đầu tiên năm 1801.

## Hình ảnh

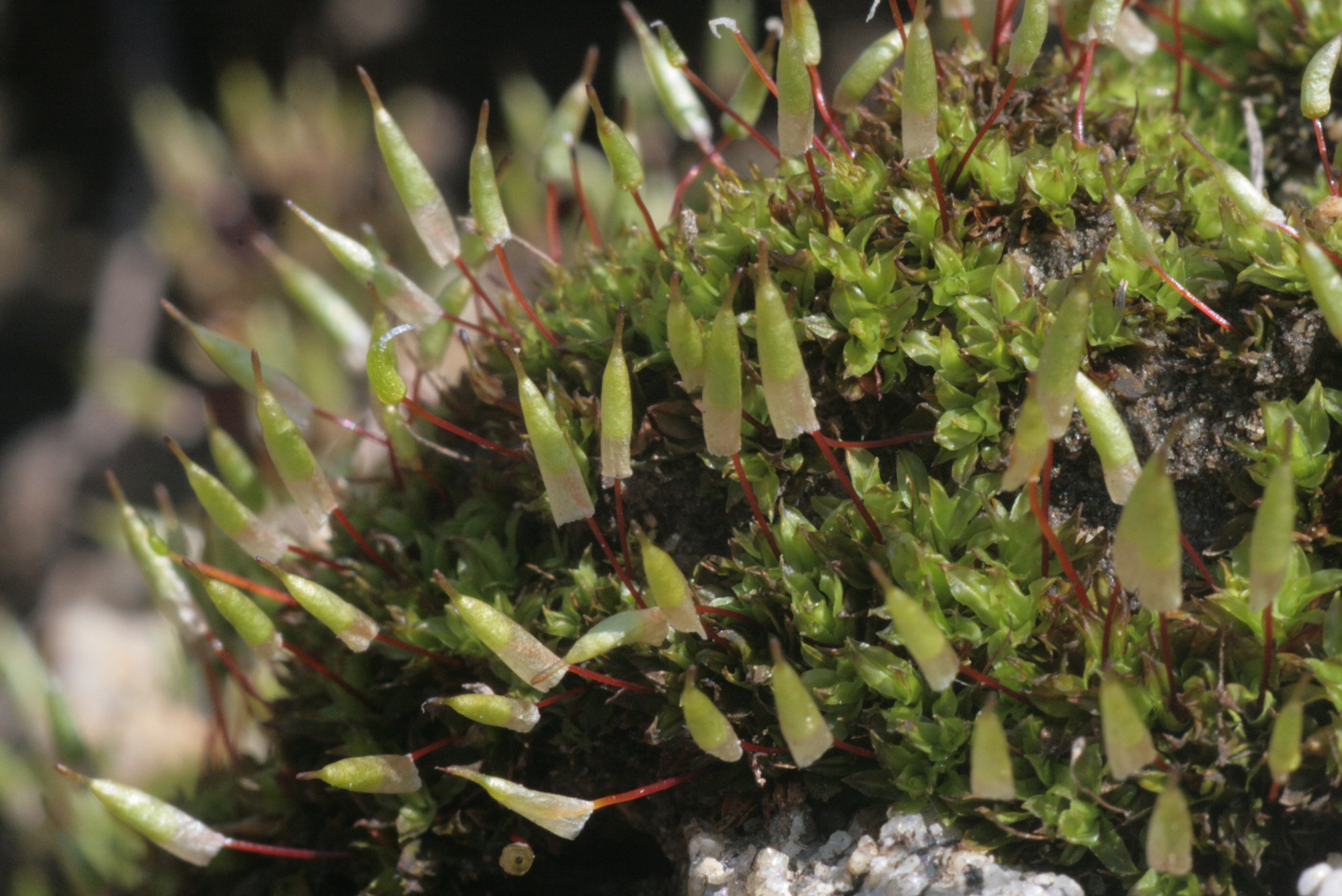